# Assosiação Esportiva Cultural Ferroviário Capivariense
A Associação Esportiva Cultural Ferroviário Capivariense, ou simplismente Ferroviário Capivariense, foi um clube de futebol sediado em Capivari de Baixo, Santa Catarina.
Sua primeira e única participação em torneios profissionais foi em 2007, participando do Catarinense Série C. Na competição, a equipe foi lanterna do campeonato após ser punido com a perca de 6 pontos por ter escalado 18 atletas de forma irregular contra o Cidade Azul na estreia da competição, ficando com -2 pontos na classificação geral do campeonato. Posteriormente, o clube foi eliminado da competição por não jogar uma partida na categoria Júnior. Em 2009, a equipe não participou da Divisão de Acesso por não cumprimento de determinações do Tribunal de Justiça Desportiva do Futebol de Santa Catarina.